# Zadomka leśna
Zadomka leśna (Ectobius (Ectobius) sylvestris) – gatunek karaczana z rodziny zadomkowatych i podrodziny Ectobiinae.

## Taksonomia
Gatunek opisany został w 1761 roku przez Nikolausa Podę von Neuhausa jako Blatta sylvestris.

## Opis
Ciało długości od 9 do 11 mm. Pokrywy lancetowate, brunatnożółte, od 9,8 do 11,3 mm długie. Przedplecze o środku czarnym, ostro obramowanym obrzeżeniem barwy kości słoniowej. U podgatunku E. s. discrepans przedplecze pośrodku rozjaśnione żółtoczerwonawą podłużną linią lub plamą. Dołek gruczołowy bardzo duży, okrągławy, często o dnie pokrytym zlepionymi włoskami.

## Rozprzestrzenienie
W Europie wykazany został z Austrii, Białorusi, Belgii, Bośni i Hercegowiny, Chorwacji, Czech, Danii, Estonii, Finlandii, Francji, Holandii, byłej Jugosławii, Litwy, Luksemburgu, Łotwy, Niemiec, Polski, Rumunii, Rosji, w tym obwodu królewieckiego, Słowacji, Słowenii, Szwecji, Szwajcarii, Węgier, Wielkiej Brytanii i Włoch. W Bułgarii i Norwegii jego występowanie jest wątpliwe. Poza Europą znany z krajów kaukaskich, Turkmenistanu i Kirgistanu. Nowe doniesienia pochodzą też ze Stanów Zjednoczonych.
W Polsce pospolity na terenie całego kraju.

## Systematyka
Wyróżnia się 2 podgatunki tego karaczana:
- Ectobius sylvestris discrepans Adelung, 1917
- Ectobius sylvestris sylvestris (Poda, 1761)